# Chavignon
Chavignon ist eine französische Gemeinde mit 852 Einwohnern (Stand: 1. Januar 2022) im Département Aisne in der Region Hauts-de-France (frühere Region: Picardie). Sie gehört zum Arrondissement Soissons, zum Kanton Fère-en-Tardenois und zum Gemeindeverband Val de l’Aisne. Die Einwohner werden als Chavignonnais(es) bezeichnet.

## Geographie
Durch die Gemeinde Chavignon verläuft im Norden der Oise-Aisne-Kanal, der vom Flüsschen Ailette begleitet wird, in das hier sein Zufluss Ardon einmündet. Im Süden reicht das Gemeindegebiet bis zum Höhenzug Chemin des Dames. Durch Chavignon führt außerdem die als Schnellstraße ausgebaute Route nationale 2 durchquert, die Soissons mit Laon verbindet. Zu Chavignon gehören die Ortsteile Bruyères, Cité Gilbert, Les Vallons, Les Carrivaux, La Tuilerie, La Fontaine Dubois, Many, Ferme d’Orme und La Malmaison. Nachbargemeinden von Chavignon sind Merlieux-et-Fouquerolles, Chaillevois und Royaucourt-et-Chailvet im Norden, Urcel im Osten, Pargny-et-Filain im Südosten, Aizy-Jouy im Süden und Vaudesson im Westen.

## Geschichte
Das Dorf wurde von deutschen Truppen im Ersten Weltkrieg weitgehend zerstört und bekam deswegen später die Auszeichnung Croix de guerre 1914–1918.
Im Süden der Gemeinde liegt das Fort de la Malmaison mit Befestigungen vom Beginn des 20. Jahrhunderts und einer deutschen Kriegsgräberstätte mit 11.808 Gefallenen aus dem Zweiten Weltkrieg.

### Bevölkerungsentwicklung
| Jahr                       | 1962 | 1968 | 1975 | 1982 | 1990 | 1999 | 2010 | 2021 |
| Einwohner                  | 621  | 584  | 572  | 629  | 769  | 793  | 762  | 841  |
| Quellen: Cassini und INSEE |      |      |      |      |      |      |      |      |

## Sehenswürdigkeiten
- In der zweiten Hälfte des 19. Jahrhunderts errichtetes rechteckiges Fort de la Malmaison, das im Ersten Weltkrieg bei den Kämpfen am Chemin des Dames (Schlacht bei Malmaison) eine bedeutende Rolle spielte
- 1924 errichtete Gedenkstätte Calvaire de l'Ange gardien mit einem monumentalen Kreuz
- Deutscher Soldatenfriedhof
- Kirche Saint-Rémi

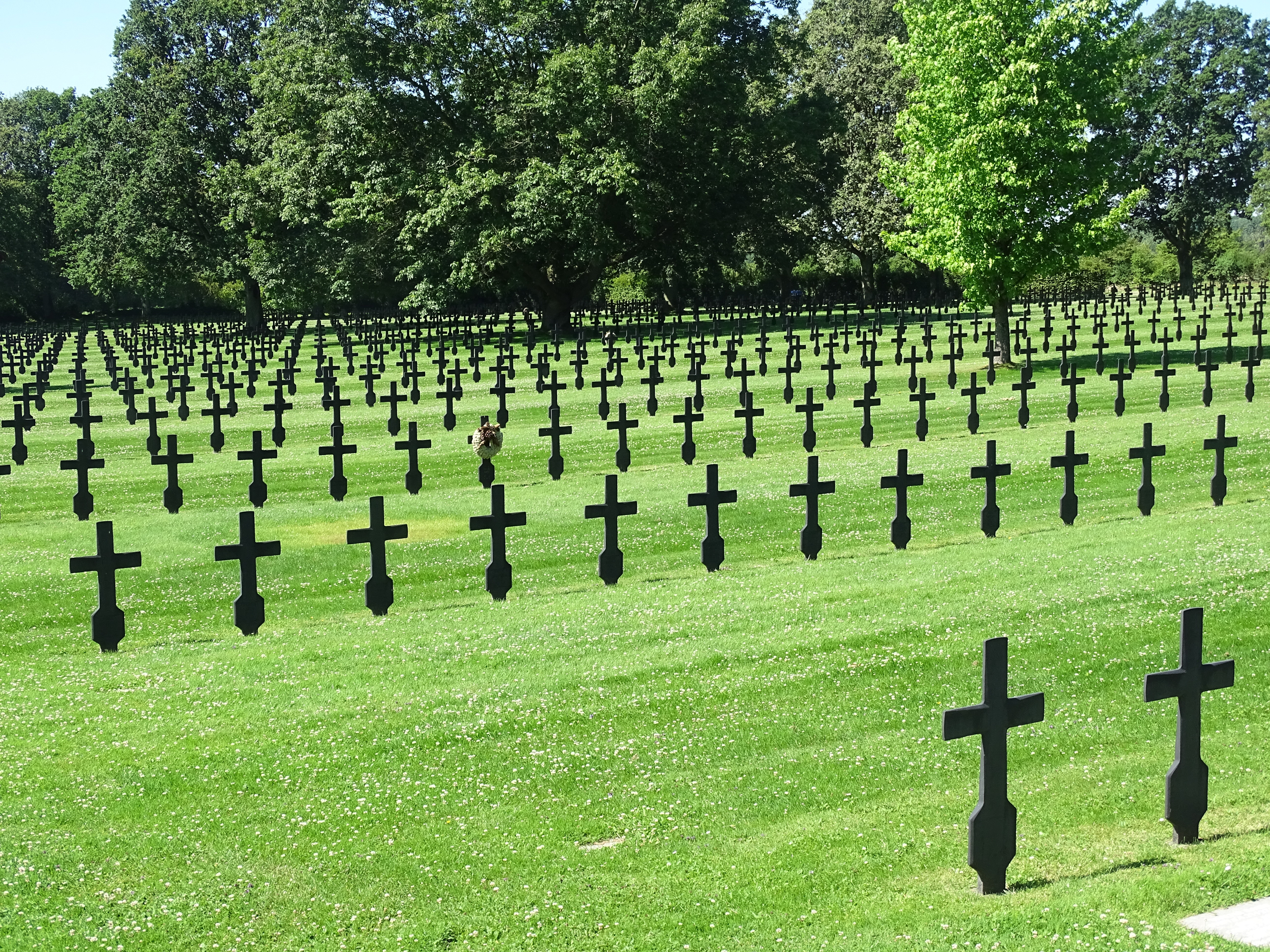
Teilansicht der Kriegsgräberstätte
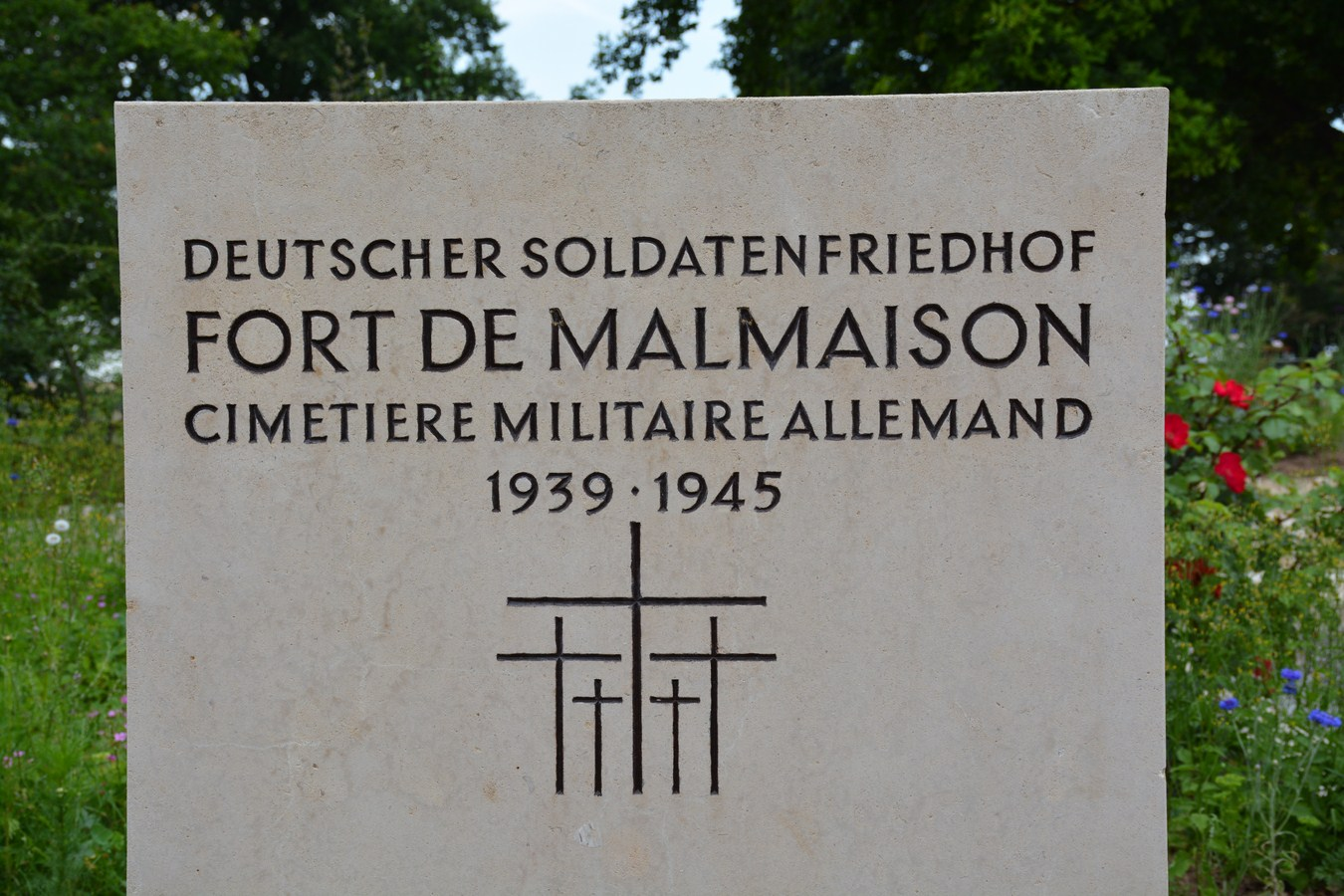
Eingangstafel des Soldatenfriedhofs
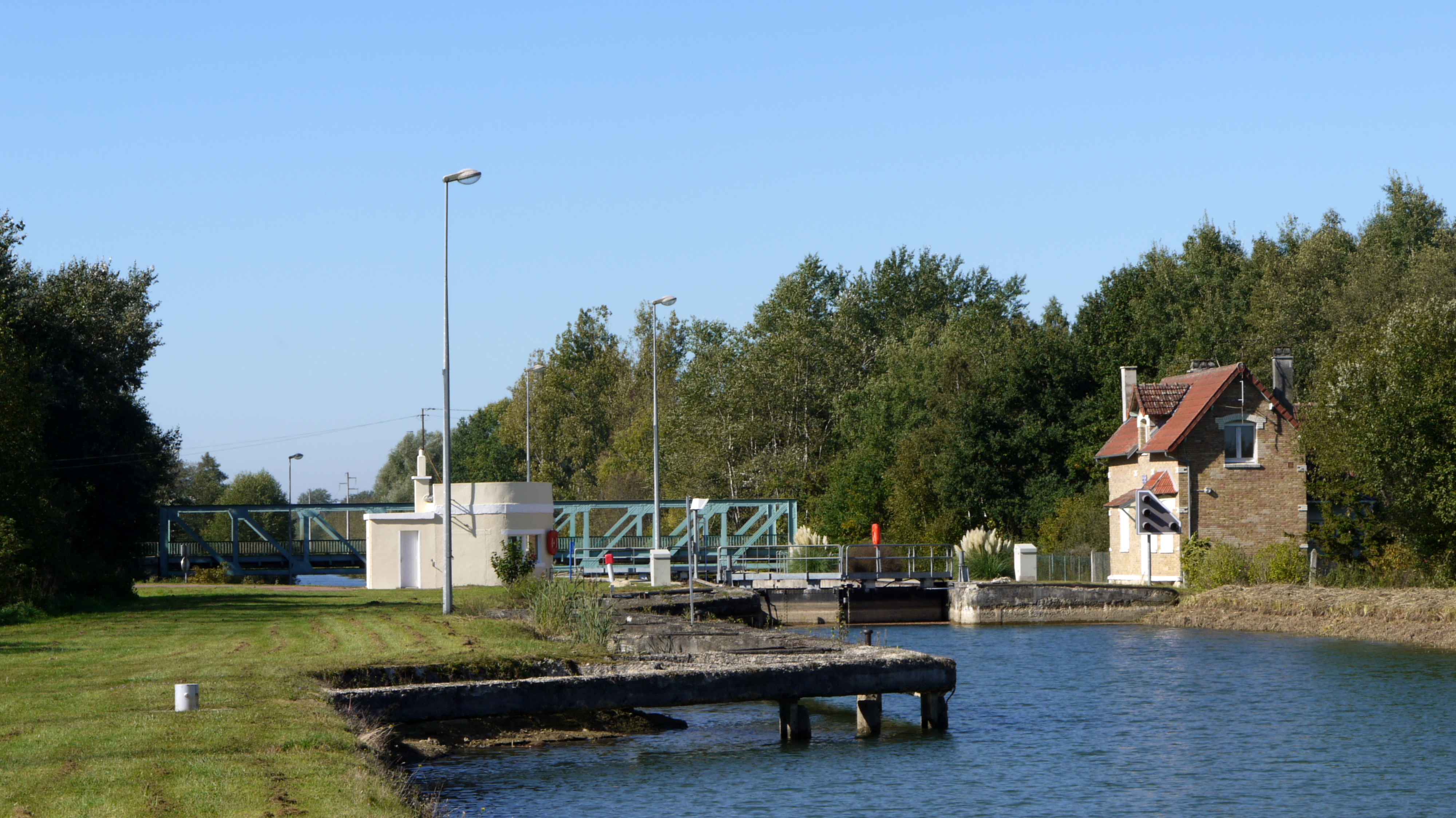
Schleuse am Oise-Aisne-Kanal